# Betsabé (nombre)
Betsabé es un nombre propio femenino de origen hebreo en su variante en español. En el Antiguo Testamento Betsabé, hija de Ammiel, fue la esposa de Urías el hitita y luego del rey David, y madre del rey Salomón.

## Etimología
Proviene del hebreo בת שבע (Bat-Sheva), que significa "hija de la opulencia" (hitita de donde era proveniente) o "séptima hija" (en hebreo), es un personaje bíblico.

## Santoral
4 de julio: Santa Betsabé.

## Variantes
| Variantes en otras lenguas | Variantes en otras lenguas                                             |
| -------------------------- | ---------------------------------------------------------------------- |
| Español                    | Betsabé, Bersabé, Betzabeth, Betsabeth, Betsave, Betsaveh, Bethsabe... |
| Alemán                     | Bathseba                                                               |
| Catalán                    | Betsabé                                                                |
| Checo                      | Batšeba                                                                |
| Finlandés                  | Batseba                                                                |
| Francés                    | Bethsabée                                                              |
| Hebreo                     | בת שבע (Bat-Sheva)                                                     |
| Holandés                   | Batseba                                                                |
| Húngaro                    | Betzsabé                                                               |
| Inglés                     | Bathsheba                                                              |
| Italiano                   | Betsabea                                                               |
| Noruego                    | Batseba                                                                |
| Polaco                     | Batszeba                                                               |
| Portugués                  | Bate-Seba                                                              |
| Ruso                       | Вирсавия (Virsavija)                                                   |
| Sueco                      | Batseba                                                                |